# Willem van Herp

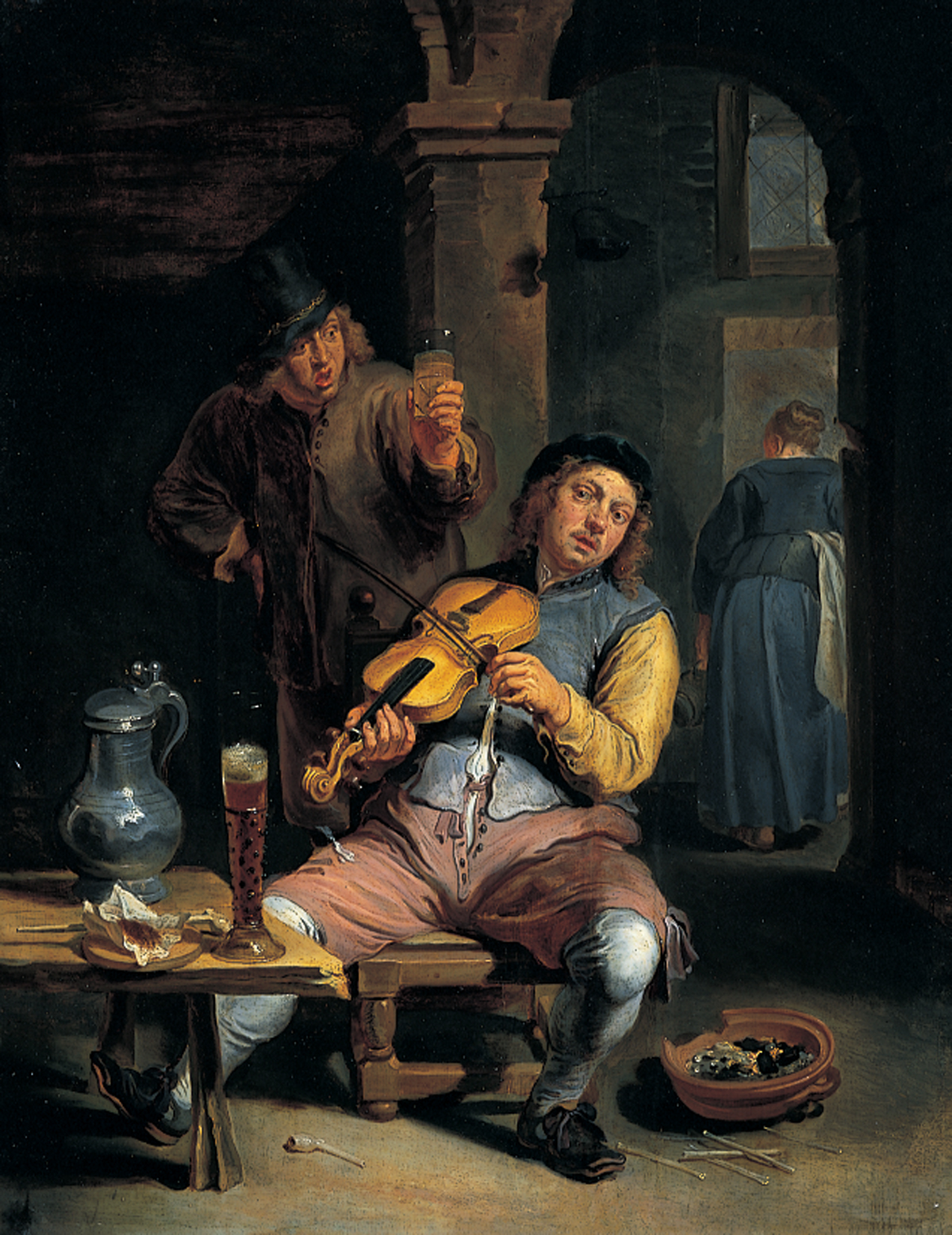
Il violinista cieco

Willem van Herp, talvolta indicato come Willem van Herp il vecchio, Willem I van Herp, Willem van Herp I o con una serie di varianti sul nome tra cui Guilliam, Gilliam e Guillaume (Anversa, 1614 – Anversa, 1677), è stato un pittore fiammingo specializzato in dipinti religiosi o con raffigurazioni popolari, questi ultimi solitamente di piccole dimensioni. .

## Biografia
Per molto tempo si è creduto erroneamente che Willem van Herp fosse stato allievo di Peter Paul Rubens per l'uso sistematico che egli fece dei motivi e dei dipinti dipinti da Rubens che ebbe modo di vedere presso Matthijs Musson. Quel che si sa è che certamente collaborò con Damiaan Wortelmans II, Hans Biermans ed altri artisti minori.

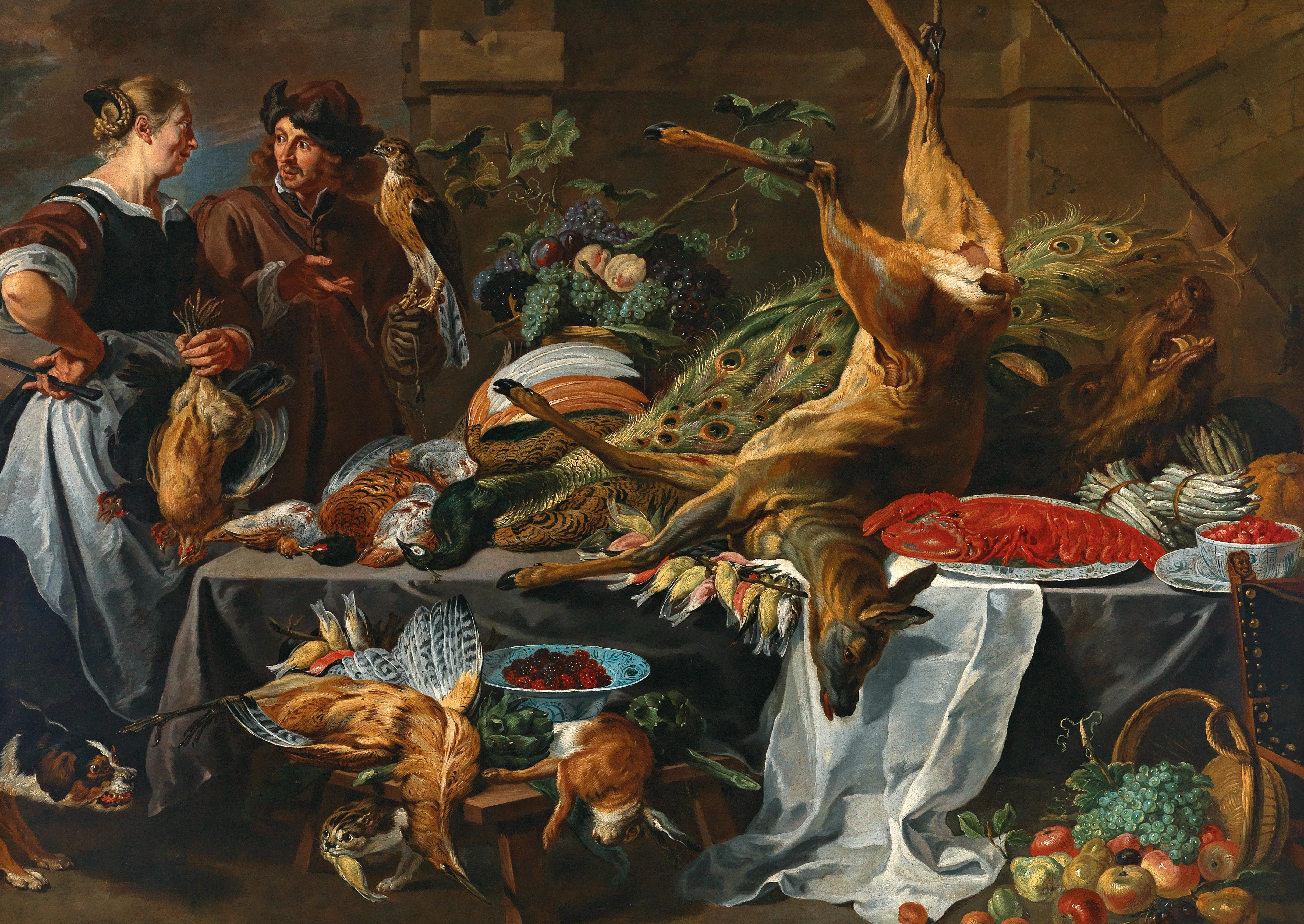
Dispensa con due figure

Van Herp trascorse probabilmente diversi anni all'estero durante i suoi anni di studio e venne incluso nella Gilda di San Luca come maestro indipendente dal 1637. Trascorse l'intera sua vita e carriera ad Anversa.
Sposò la figlia del pittore Artus Wolffort e fu padre di Norbertus e di Willem (II) van Herp, i quali divennero entrambi pittori, oltre a due figlie, Maria Anna e Anna Maria.
Fu maestro insegnante di Norbertus van Herp e di Melchior Hamers.

## Opere

### Caratteri generali
Van Herp dipense molte composizioni di genere e religiose. Non è possibile tracciare un percorso completo dell'evoluzione del suo stile di pittura in quanto solo pochi dei suoi dipinti appaiono ad oggi chiaramente datati. Il suo stile ad ogni modo è caratterizzato da una profonda espressività delle figure.

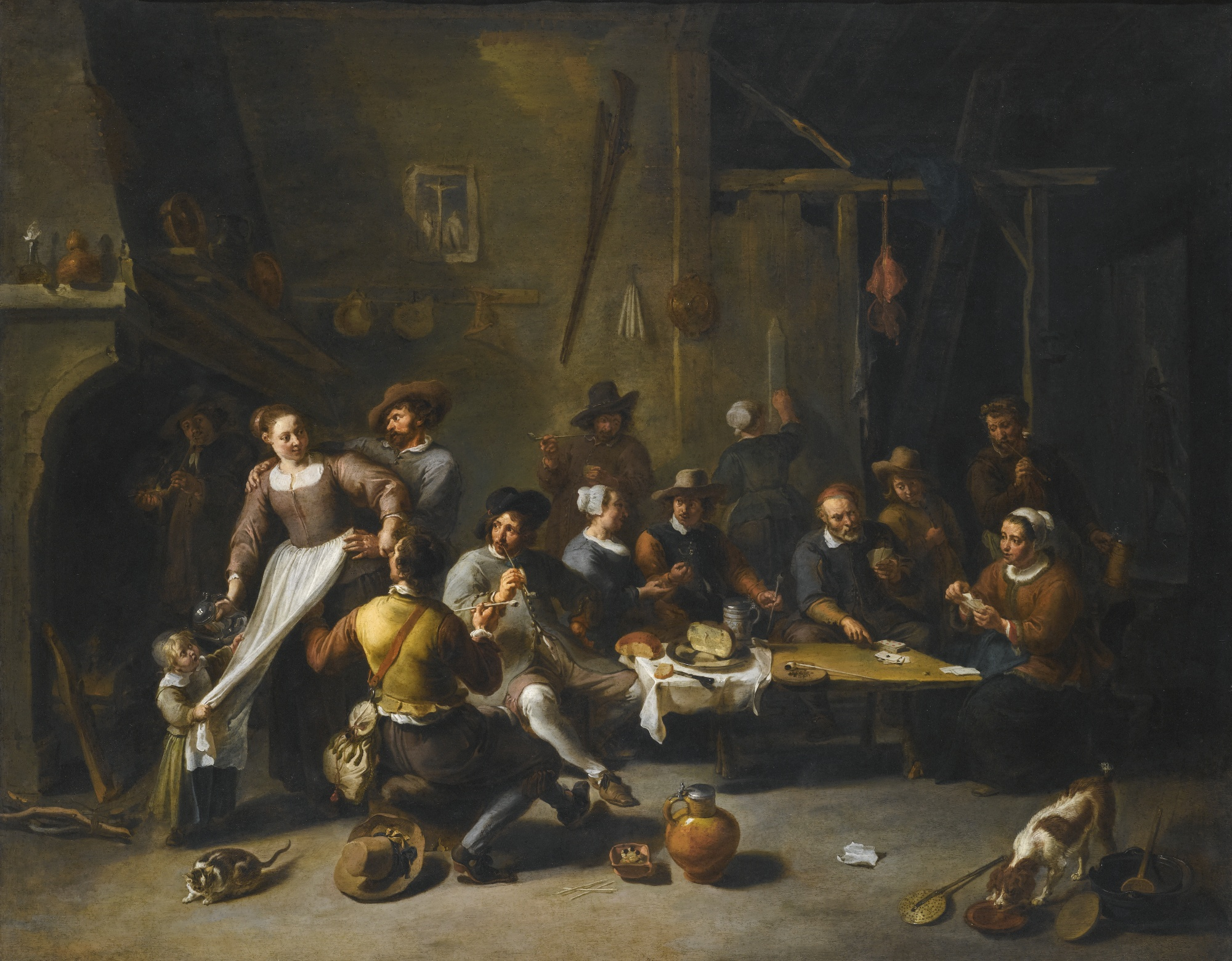
Taverna con avventori e giocatori di carte

Molti dei suoi dipinti già all'epoca erano copie di pittori di Anversa come Rubens, Anthony van Dyck, Jacob Jordaens, Gerard Seghers, Jan Boeckhorst, Hendrick van Balen, Erasmus Quellinus il Giovane, Gaspar de Crayer e Artus Wolffort oltre a quelle di artisti italiani come Raffaello e Guido Reni.

### Caratteristiche tipiche
Tipici esempi delle sue opere sono Una compagnia di poveri ad un tavolo in una cucina rustica oggi esposto dal National Trust a Tyntesfield oltre a pitture d'ispirazione religiosa come Daniele nella fossa dei leoni (c. 1650, Los Angeles County Museum of Art). In questi dipinti, oltre ad un rimando ai lavori di Rubens, troviamo anche delle reminiscenze contemporanee derivate da David Teniers il Giovane.

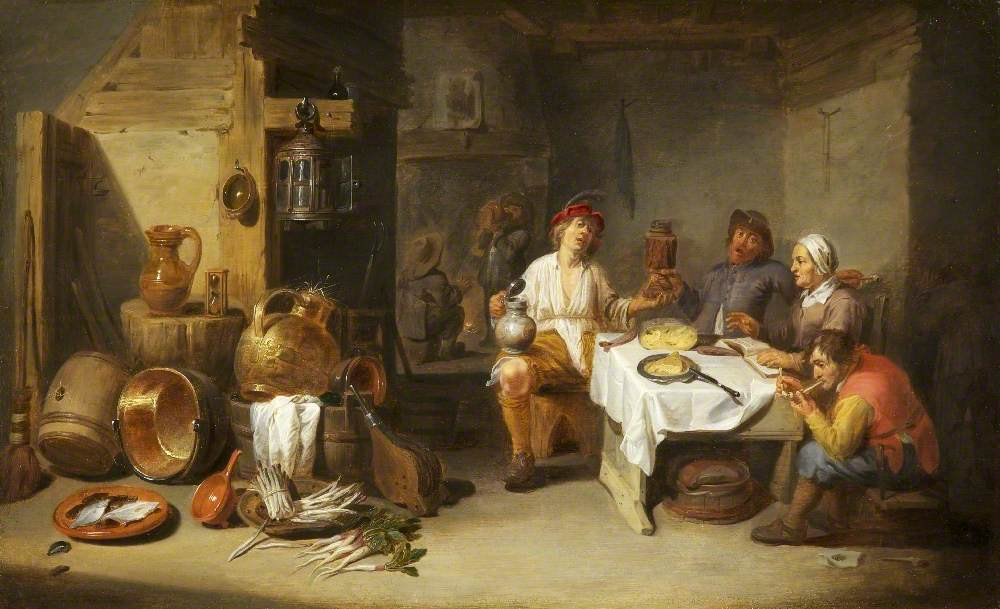
Una compagnia di poveri ad un tavolo in una cucina rustica

Sui soggetti religiosi dipinse piccole tele o talvolta su rame ma realizzò anche grandi pale d'altare per le chiese fiamminghe di Anversa, Herentals, Ostend e Londerzeel.
Si servì talvolta di opere riprodotte a stampa per realizzare delle nuove opere d'arte come nel caso del Battesimo di Cristo (oggi al Museo del Prado), basato appunto su una stampa a sua volta derivata dall'omonima opera di Raffaello.

### Collaborazioni

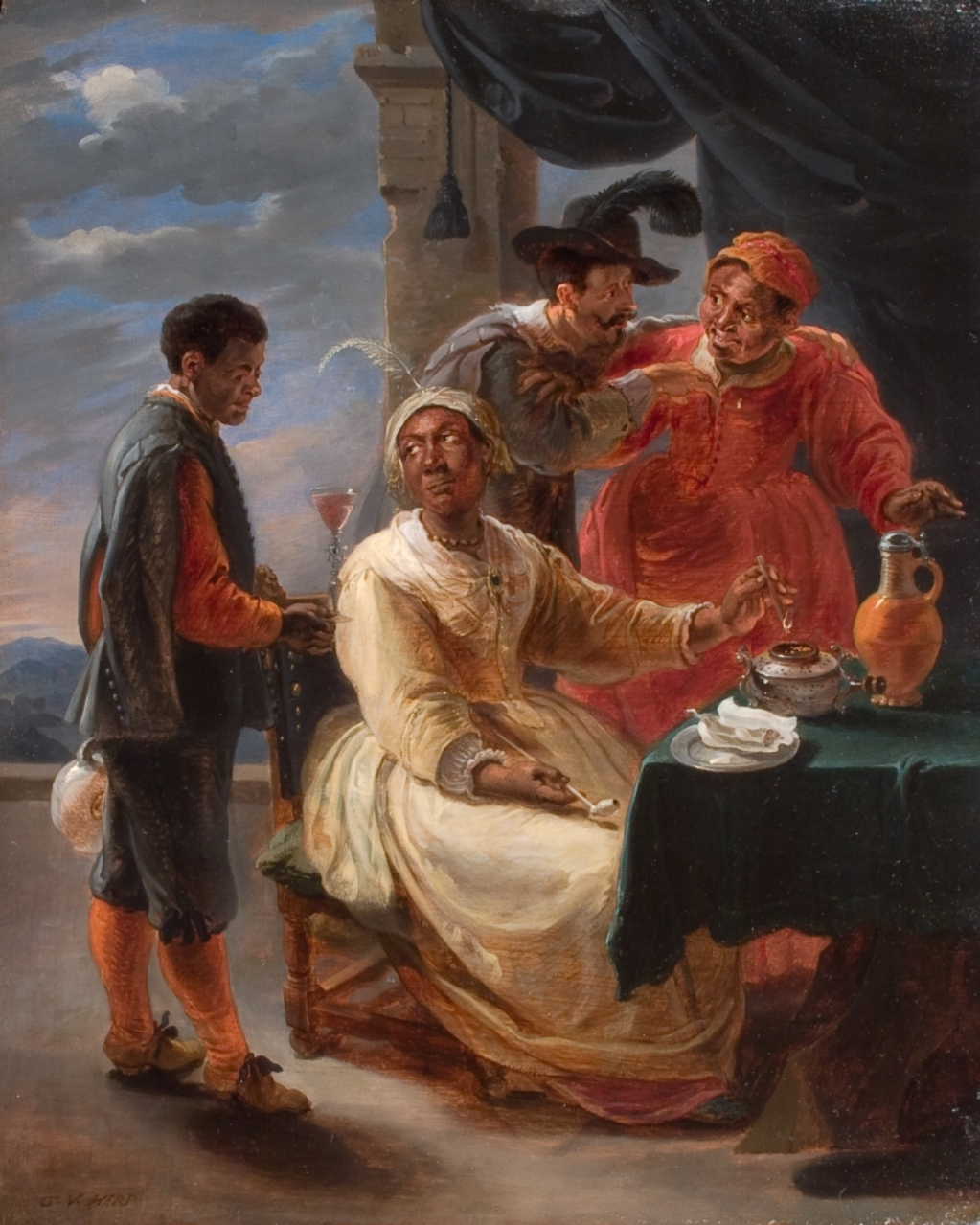
Scena in un bordello con prostitute che bevono e compiacciono i clienti

Come era in uso all'epoca, van Herp collaborò con altri artisti come Jan van Kessel il Vecchio, Lambert de Hondt il Vecchio e Guillam Forchondt nella produzione di paesaggi con figure (queste dipinte da van Herp). Alcuni esempi di queste collaborazioni si possono vedere in La partenza degli Israeliti, Sant'Antonio predica agli animali e Noli me tangere. Queste pitture presentano degli sfondi "paradisiaci" come già si è detto sul modello appunto che fu di Jan Brueghel il Giovane.

### Opere su rame
Anche se ebbe un successo discreto ad Anversa, van Herp seppe lavorare per diversi laboratori della città, dove molti dei suoi lavori vennero realizzati in piccola taglia proprio per l'esportazione, prevalentemente per il mercato spagnolo. Molti di questi lavori eran osu rame, un materiale molto apprezzato in Spagna sia per la durabilità sia per la finitura. I lavori di van Herp risultarono fondamentali per aiutare la diffusione della pittura su rame in Messico e quindi nell'America Latina attraverso i domini spagnoli locali, riflettendo il gusto per lo stile dei piccoli dipinti di Rubens. Egli divenne noto anche in Inghilterra attraverso alcune stampe ricavate da suoi lavori, in particolare per le sue scene di genere.

### Disegni per arazzi

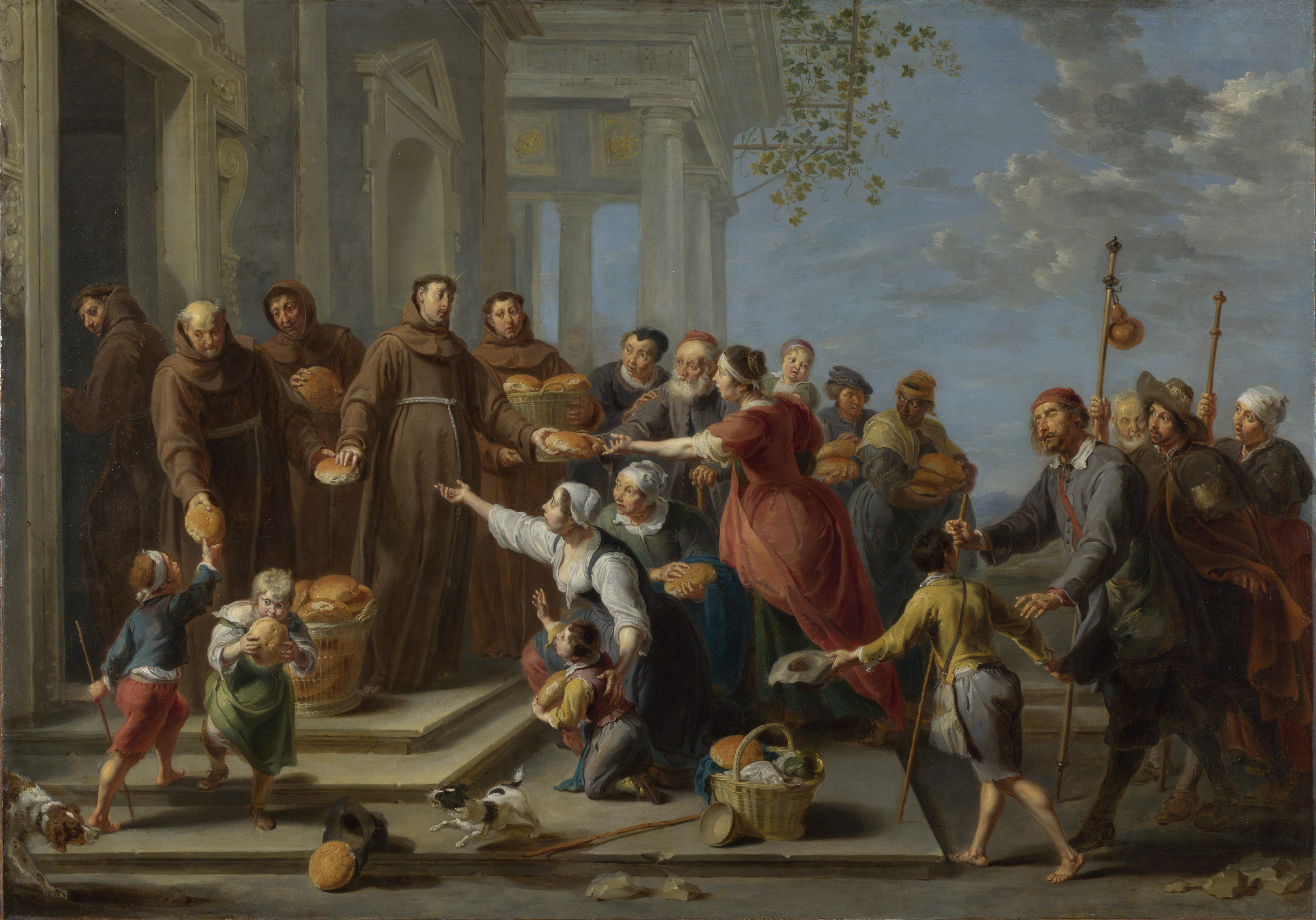
Sant'Antonio da Padova distribuisce il pane

Van Herp realizzò anche dei cartoni per degli arazzi. Nel 1663 con Jan van Kessel il Vecchio, David Teniers il Giovane e Luigi Primo fu uno dei pittori che realizzarono una serie in sei parti rappresentanti le storie della famiglia ispano-siciliana dei Moncada. Gli arazzi vennero poi realizzati a Bruxelles.